# Bartsia glandulifera
Bartsia glandulifera är en snyltrotsväxtart som beskrevs av U. Molau. Bartsia glandulifera ingår i släktet svarthösläktet, och familjen snyltrotsväxter. Inga underarter finns listade i Catalogue of Life.